# Aspidella (skamieniałość)
Aspidella (Aspidella) – dyskokształtna skamieniałość z Ediacara; przedstawiciel fauny ediakarskiej

## Wielkość
- Średnica: 1-180 mm, zwykle 4-10 mm.

## Występowanie
Aspidella żyła 610-550 mln lat temu.

## Odkrycie
Opisana przez Elkanaha Billingsa w 1872 z Nowej Fundlandii. Są to pierwsze ediakarskie szczątki opisane przez naukowca.

## Gatunki
- A. terranovica